# Casa Teixidor-Bassacs
La casa Teixidor-Bassacs és l'antiga casa pairal de la família Teixidor-Bassacs, i actualment museu,  a Gironella.
La casa-museu és a la plaça de la Vila, a prop de l'Ajuntament. Tot i que no es té constància de la data de construcció exacta, es considera un dels edificis més antics de la vila, car va ser construït en una zona molt propera al castell i forma part del barri vell de Gironella. El matrimoni format per Joan Teixidor i Ballús (1809-1891) i Raimunda Bassacs i Fornells (1818-1883) eren una parella d'emprenedors provinent de famílies de teixidors i filadors del Berguedà. Són coneguts per haver fundat la fàbrica tèxtil i la colònia que va esdevenir el nucli de Cal Bassacs. Abans de construir la colònia, però, van instal·lar una petita fàbrica als baixos del que fou la seva casa pairal. En aquesta casa hi van funcionar, des de 1861 fins a 1896, deu telers de mà, un ordidor i una màquina per fer bitlles, i fabricava peces de cotó utilitzant 7.500 kg de cotó anuals pels volts de 1861.
Actualment, la finca és propietat d'un col·leccionista amant de la història que ha volgut donar una nova funció a la casa adquirida per la seva família a la darrerua dels anys vuitanta del segle xx. La casa va sert convertida en museu on es pot visitar i veure una exposició permanent d'objectes relacionats amb el món rural, la mineria, el tèxtil i el Carrilet del Berguedà, testimoni de la vida quotidiana dels berguedans del segle xix i de la primera meitat del segle xx.
L'edifici va ser restaurat l'any 1800 i des de llavors, malgrat els canvis de funció, no n'ha canviat gaire l'estructura. Consta de tres pisos. Al primer, on hi havia hagut el taller tèxtil del Teixidor-Bassacs, actualment és una exposició museïtzada dedicada al tèxtil a la comarca i a la història de la família Teixidor Bassacs. La segona planta fa d'enllaç i la tercera planta, que fou l'habitatge del matrimoni Teixidor Bassacs, conserva la major part del parament original i s'ha restaurat per mantenir la funció d'habitatge.